# Wiesław Dobkowski

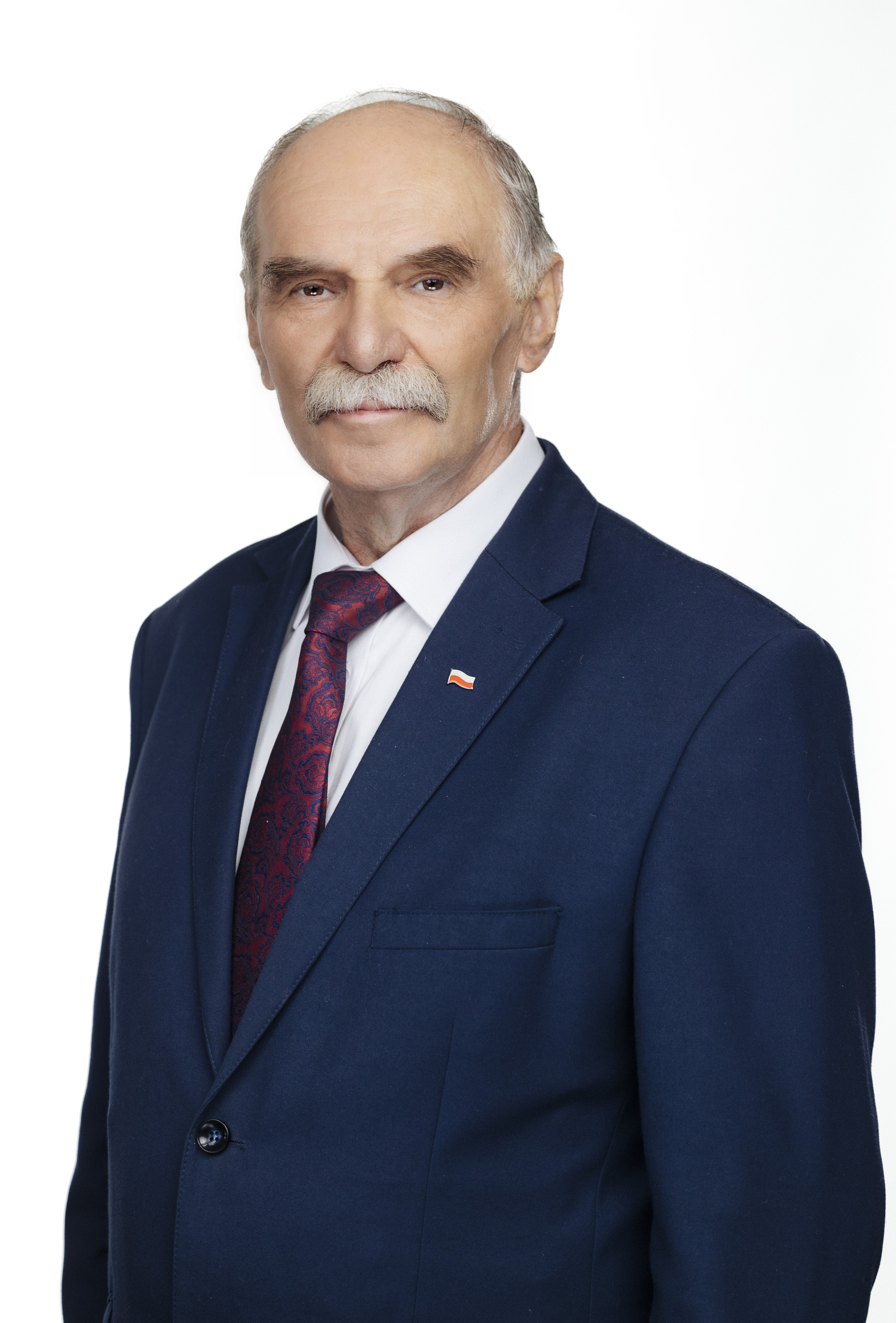
Wiesław Dobkowski (2023)

Wiesław Józef Dobkowski (* 2. Januar 1953 in Rząśnik Szlachecki) ist ein polnischer Politiker (Prawo i Sprawiedliwość). Seit 2007 ist er Mitglied des Senats der Republik Polen (VII., VIII. und IX. Wahlperiode).

## Leben und Wirken
Wiesław Dobkowski besuchte die technische Fachoberschule mit Schwerpunkt Elektronik (Technikum Elektryczne) in Ostrów Mazowiecka und studierte anschließend an der elektrotechnischen Fakultät der Technischen Universität Łódź. Nach dem Abschluss seines Studiums im Jahr 1978 arbeitete Dobkowski zunächst bis 1980 bei der Wohnungsbaugenossenschaft in Piotrków Trybunalski. 1980 begann er beim Braunkohlenbergwerk Bełchatów in Rogowiec zu arbeiten und war dort in den 1990er Jahren Mitglied des Betriebsrates, Betriebsratsvorsitzender und stellvertretender Betriebsratsvorsitzender und fungiert dort seit 2006 als Direktor der Ingenieurs- und Konstruktionsabteilung. 2008 schloss er ein postgraduales Studium in Industriemanagement an der Technischen Universität Łódź und 2010 in Grundlagen des Wirtschaftsrechts an der Universität Łódź ab.
Als 1980 die NSZZ „Solidarność“ gegründet wurde, wurde er dessen Mitglied. Nach der Einführung des Kriegsrechts in Polen verlagerten sich seine Aktivitäten in den Untergrund. Als Vizepräsident der Solidarność in der Woiwodschaft Piotrków war er 1989 beim Wahlkampf bei den ersten teilweise freien Wahlen seit dem Zweiten Weltkrieg beteiligt. Bereits ein Jahr später wirkte er bei der Gründung des Porozumienie Centrum mit und Anfang der 2000er Jahre bei der Gründung der Prawo i Sprawiedliwość.
Erstmals bei einer Wahl nahm Dobkowski 2006 bei den Selbstverwaltungswahlen zum Sejmik der Woiwodschaft Łódź teil und konnte ein Mandat für diesen Regionalrat erringen. Im nächsten Jahr trat er bei der Parlamentswahl an und konnte ein Mandat für den VII. Senat der Republik Polen im Wahlkreis Nr. 10 gewinnen. Er erhielt 76.708 (26,20 %) der abgegebenen gültigen Stimmen und konnte so zusammen mit seinem Parteikollegen Grzegorz Wojciechowski (81.692 Stimmen, 27,90 %) beide Mandate im Wahlkreis für die Prawo i Sprawiedliwość erringen. Während der Wahlperiode war er Mitglied des Haushalts- und Finanzausschusses, des Gesundheitsausschusses und bis zum 14. Januar 2009 Mitglied des Volkswirtschaftsausschusses.
Im Jahr 2011 kandidierte er erneut für einen Sitz im Senat der Republik Polen, dieses Mal aber nach dem Wechsel von Mehrpersonenwahlkreisen zu Einpersonenwahlkreisen im neu errichteten Wahlkreis Nr. 28. Dort setzte er sich mit 51.797 der gültigen abgegebenen Stimmen (36,16 %) unter anderem gegen den ehemaligen Sejm-Abgeordneten Bogdan Bujak von der Sojusz Lewicy Demokratycznej (22.065 Stimmen, 15,41 %) durch. Während der VIII. Wahlperiode war er Mitglied des Verteidigungsausschusses und des Ausschusses für Auswanderungsfragen und Kontakte mit Polen im Ausland.
Bei der Parlamentswahl 2015 verteidigte Dobkowski erneut sein Mandat im Wahlkreis Nr. 28. Bei dieser Wahl setzte er sich mit 71.764 (46,92 %) der gültigen abgegebenen Stimmen unter anderem gegen Adam Macierewicz (23.122 Stimmen, 14,92 %), Cousin von Antoni Macierewicz und Kandidat der Platforma Obywatelska, und Marek Mazur (20.129 Stimmen, 12,98 %), Vorsitzender des Sejmik der Woiwodschaft Łódź seit 2006 und Kandidat der Polskie Stronnictwo Ludowe, durch. In dieser IX. Wahlperiode des Senats ist er Mitglied des Ausschusses für Volkswirtschaft und Innovationskraft und stellvertretender Vorsitzender des Ausschusses für Infrastruktur.
Dobkowski wohnt seit 1983 in Bełchatów. Er ist verheiratet und hat drei Töchter.